# Tjernagelholmen
Tjernagelholmen est une île norvégienne dans le landskap Sunnhordland du comté de Vestland. Elle appartient administrativement à Sveio.

## Géographie
Rocheuse et couverte d'une légère végétation, elle s'étend sur environ 266 m de longueur pour une largeur approximative de 156 m. Elle compte une dizaine d'habitation et un quai d'amarrage. 